# Josip Elez
Josip Elez (* 25. April 1994 in Split) ist ein kroatischer Fußballspieler. Er steht bei Hajduk Split unter Vertrag.

## Stationen
Elez begann seine Karriere zunächst beim NK Solin und ab 2009 in der Jugendabteilung von Hajduk Split. Am 27. April 2012 debütierte er bei der 0:1-Niederlage gegen Inter Zaprešić bei den Profis, als er in der 27. Minute für Josip Radošević eingewechselt wurde. Nach zwei weiteren Einsätzen in der Saison 2012/13 wechselte er im Juli 2013 für eine Ablösesumme von 400.000 Euro zu Lazio Rom. Dort gewann er mit der Primavera-Mannschaft von Lazio die Coppa Italia Primavera 2013/14.
In den folgenden Jahren wurde Elez verschiedene Vereine ausgeliehen, wie z. B. den unterklassigen US Grosseto in Italien, den dänischen Erstligisten Aarhus GF und den ungarischen Erstligisten Honvéd Budapest. Im Juni 2016 sicherte sich der HNK Rijeka seine Dienste, zunächst ebenfalls auf Leihbasis, allerdings mit einer Kaufoption für die Saison 2017/18 in Höhe von 450.000 Euro. Nachdem er mit Rijeka das Double aus Meisterschaft und Pokal gewinnen konnte, nutzte HNK Rijeka im Mai 2017 die Kaufoption und unterschrieb zwei Monate später einen neuen bis Sommer 2020 laufenden Vertrag.
Am 8. Januar 2018 wechselte Elez auf Leihbasis in die Bundesliga zu Hannover 96. Bis zum Ende der Saison 2017/18 kam er in 11 Ligaspielen (9-mal von Beginn) zum Einsatz. Zur Saison 2018/19 erwarb Hannover 96 die Transferrechte an Elez. Der 96-Geschäftsführer Martin Kind bezeichnete das Modell als „finanztechnische Gestaltungsfrage“. In seiner ersten kompletten Saison bei Hannover 96 kam Elez in 10 Ligaspielen (7-mal von Beginn) zum Einsatz und stieg mit dem Verein in die 2. Bundesliga ab. Dort vertrat er beim 3:3 in Karlsruhe am 11. Spieltag Keeper Ron-Robert Zieler nach dessen Platzverweis für die letzten Sekunden der Nachspielzeit.
In der Sommerpause 2021 schloss er sich seinem Jugendverein Hajduk Split an und unterzeichnete einen Vierjahresvertrag.

### Nationalmannschaft
Sein erstes Jugendländerspiel absolvierte er am 30. September 2009. Bis Ende 2017 absolvierte er insgesamt 17 Jugendländerspiele für Kroatien von der U-16 bis zur U-21.

## Erfolge
Lazio Rom
- Coppa Italia Primavera: 2013/14

HNK Rijeka
- kroatischer Pokalsieger: 2016/17
- kroatischer Meister: 2016/17